# My Fake Boyfriend
My Fake Boyfriend - Il mio finto ragazzo è un film del 2022 diretto da Rose Troche.

## Trama
Andrew ha un problema: scaricato dal suo ragazzo tossico, non riesce a stargli lontano. I suoi amici lo aiuteranno con la creazione di Cristiano, un finto fidanzato perfetto sui social media.

## Distribuzione
Il film è stato distribuito sulla piattaforma Prime Video dal 24 giugno 2022.